# پدر روحانی (فیلم ۲۰۱۸)
پدر روحانی (به انگلیسی: The Padre) فیلمی محصول سال ۲۰۱۸ و به کارگردانی جاناتان سوبول است. در این فیلم بازیگرانی همچون تیم راث، نیک نولتی، لوئیس گازمن و والریا هنریکز ایفای نقش کرده‌اند.